# طب الكبد
طب الكبد (بالإنجليزية: Hepatology)‏ هو فرع في علم الطب ويهتم بدراسة الكبد والمرارة والقنوات المرارية ومعالجة الأمراض التي تصيبهم وعلى الرغم من أن طب الكبد عادة يوضع تحت تصنيف أمراض الجهاز الهضمى ولكن في بعض الدول أصبح طب الكبد تخصص بذاته ويشغله متخصصون في علم الكبد.
تعتبر الأمراض والمضاعفات الناجمة عن الالتهاب الكبدى الفيروسى من أهم الأسباب للجوء إلى طلب الخدمة الطبية.ثلث العالم تقريباً يعانى من الالتهاب الكبدى الفيروسى ب وعلى الرغم أن معظمهم يتخلص من المرض إلا أن حوالى 350 مليون أصبحوا حاملين لهذا المرض. حوالى 80% من الأورام الخبيثة التي تصيب الكبد تعزى إلى الالتهاب الكبدى الوبائى ج. ومع انتشار التطعيمات والفحص الدقيق قبل نقل الدم من المتوقع قلة حدوث العدوى بهذه الفيروسات. ولكن في دول عديدة تزداد معدلات شرب المواد الكحولية (بالإنجليزية: alcohol)‏ وتزداد معها معدلات الإصابة بتليف الكبد والمضاعفات الناجمة عنه.

## نطاق التخصص
كما في كثير من التخصصات الطبية يُحَوَل المرضى من قبل الممارسين العام وممارسى طب الأسرة أو من أطباء في تخصصات أخرى إلى متخصصى طب الكبد وترجع الأسباب إلى :-
- جرعة دوائية زائدة وغالبا يكون باراسيتامول
- نزيف من الجهاز الهضمى نتيجة ارتفاع ضغط الدم في الوريد البابى الكبدى
- نتائج غير طبيعية لتحاليل الدم والتي ترجح الإصابة بمرض كبدى.
- عيوب في الإنزيمات والتي تشبب تضخم في الكبد خاصة في أمراض التخزين في الأطفال.
- الإصابة باليرقان ووجود إحدى الفيروسات الكبدية في الدم.
- الاستسقاء ووجود تضخم في منطقة البطن.
- كل مرضى الكبد في مرحلة متأخرة يجب أن يكونوا تحت ملاحظة متخصصين في أمراض الكبد.
- القيام بوسائل التشخيص كمناظير الجهاز الهضمى لتشخيص أمراض القنوات المرراية وعلاجها.
- التهاب البنكرياس وغالبا ما يكون نتيجة شرب المواد الكحولية أو الحصوات المرارية.
- أمراض تصيب الجسم كله وتؤثر على وظيفة الكبد والجهاز المرارى مثل تراكم الحديد في أنسجة الجسم.
- إصابة أحد مكونات الجهاز الكبدى بالأورام الخبيثة.
- متابعة بعد عملية زرع كبد.
- حمى مع احتمال إصابة أحد مكونات الجهاز الكبدى بالعدوى مثل الإصابة بالبلهارسيا.

## تاريخ
- تشير أدلة من تشريح المومياوات المصرية إلى أن تلف الكبد من البلهارسيا كان منتشراً على نطاق واسع في المجتمع القديم.[1]
- ذكر أبقراط خراج الكبد سنة 400 ق.م.
- اعتقد علماء التشريح الرومان أن الكبد والحوصلة المرارية والبنكرياس هم الأعضاء الرئيسية في جسد الإنسان.[2]
- في عصور الظلام الأوروبية الوسطى لاحظ العالم بن سينا أهمية البول في تشخيص حالة الكبد.
- في عام 1770 لاحظ العالم الفرنسي بارون بورتال النزيف نتيجة دوالى المرئ.[3]
- عام 1844أوضح غابرييل فالنتين دور العصارة البنكرياسية في هضم وتكسير الطعام.
- في عام 1846 اكتشف جوستوس فون إنزيم التيروزين في العصارة البنكرياسية.[4]
- عام 1862 وصف العالم أوستن فلينت إنتاج المادة التي تسبب رائحة البراز.
- عام 1875 وصف العالم فيكتور تشارلز اليرقان وتليف الكبد وأمراض الكبد الأخرى.[5]
- طور مورى عام 1958 تقنية لزرع الكبد في الكلاب.[6]
- تم إجراء أول عملية زرع كبد في عام 1963 بواسطة توماس ستارزل على طفل عمره 3 سنوات مصاب بانسداد في القناة المرارية بعد إتقان التقنية على كبد الكلاب.,[7][8]
- اكتشف بليمبرج الفيروس الكبدى ب عام 1966 وطور أول لقاح له عام 1969 ونال جائزة نوبل في علم وظائف الأعضاء عام 1976.[9]